# لی سانگ یی (بازیگر)
لی سانگ یی (کره‌ای: 이상이؛ زادهٔ ۲۷ نوامبر ۱۹۹۱) بازیگر و خواننده اهل کره جنوبی است. او در سال ۲۰۱۴ با حضور در موزیکال گریس وارد عرصه هنر شد و با آثار دیگری همچون ران‌وی بیت، بر: د موزیکال، قدرت نامحدود، پسر گازدار، تریل می، در ارتفاعات و نگهبان تاج محل جایگاه خود را در دنیای تئاتر و موزیکال تثبیت کرد. لی
لی سانگ یی کار خود را در تلویزیون از سال ۲۰۱۷ آغاز کرد. با بازی در مجموعه‌های تلویزیونی دفترچه زندان (۲۰۱۷) و وقتی کاملیا شکوفا می‌شود (۲۰۱۹)، او با تغییرات مختلف در نقش‌هایش جایگاه خود را به عنوان بازیگری که توجه‌ها را جلب می‌کند، تثبیت کرد. در مجموعه تلویزیونی یکبار دیگر (۲۰۲۰)، در نقش دندانپزشک آزاداندیش یون جه سوک، شیمی خوبی با لی چو هی برقرار کرد و لقب «زوج سادون» (زوج در رابطه فامیلی) را گرفت. او با بازی در مجموعه‌های تلویزیونی جوانان ماه مه (۲۰۲۱)، دهکده ساحلی چاچاچا (۲۰۲۱) و سگ‌های شکاری (۲۰۲۳) همچنان توانست تحسین‌ها را به خود جلب کند.
به عنوان خواننده، او بیشتر به خاطر عضویت در گروه موسیقی ام‌اس‌جی وانابی شناخته می‌شود، گروهی که با اجرا در برنامه هنگ‌اوت ویت یو و برگزاری کنسرت‌های خود در جونجو و سئول در سال ۲۰۲۳ معروف شد.

## فیلم‌شناسی

### فیلم
| سال  | عنوان                         | نقش          | توضیحات                                | منابع |
| ---- | ----------------------------- | ------------ | -------------------------------------- | ----- |
| ۲۰۱۴ | راننده تاکسی                  | جی هون       | فیلم کوتاه                             |       |
| ۲۰۱۴ | فیلم آهسته                    | پلیس رادیو   |                                        |       |
| ۲۰۱۶ | وقتی غذا می‌خوری به من زنگ بزن | بازپرداخت    | دانشگاه ملی هنر کره (اثر فارغ‌التحصیلی) |       |
| ۲۰۱۶ | Aend                          | مرد          | دانشگاه ملی هنر کره (اثر فارغ‌التحصیلی) |       |
| ۲۰۱۶ | ترسو                          |              | فیلم کوتاه                             |       |
| ۲۰۱۹ | نبرد نوریانگ                  | هی جونگ      | فیلم کوتاه                             |       |
| ۲۰۲۰ | هیتمن: مأمور جون              | مأمور ان‌آی‌اس |                                        |       |
| ۲۰۲۳ | تنها در سئول                  | بیونگ سو     |                                        | [ ۱ ] |

### مجموعه تلویزیونی
| سال   | عنوان                   | نقش            | توضیحات                   | منابع         |
| ----- | ----------------------- | -------------- | ------------------------- | ------------- |
| ۲۰۱۷  | منهول                   | اوه دال سو     |                           |               |
| ۲۰۱۷  | آندانته                 | مون سونگ جون   |                           |               |
| ۲۰۱۷  | دفترچه زندان            | اوه دونگ هوان  |                           |               |
| ۲۰۱۷  | او مرموز                | لی             |                           |               |
| ۲۰۱۸  | دادخواست‌ها              | پارک چول سون   | حضور افتخاری (قسمت ۱–۳)   |               |
| ۲۰۱۸  | برای جنی                | یوم ده سونگ    |                           | [ ۲ ]         |
| ۲۰۱۸  | صدا ۲                   | وانگ کو        | حضور افتخاری (قسمت ۶–۷)   |               |
| ۲۰۱۸  | سومین افسون             | هیون سانگ هیون |                           | [ ۲ ]         |
| ۲۰۱۸  | امتحان الهی ۵: ری‌بوت    | پارک جه سونگ   | حضور افتخاری (قسمت ۱–۲)   |               |
| ۲۰۱۹  | بازرس ویژه کار          | یانگ ته سو     |                           | [ ۳ ]         |
| ۲۰۱۹  | گل نوکدو                | تاجر           | حضور افتخاری              |               |
| ۲۰۱۹  | وقتی کاملیا شکوفا می‌شود | یانگ سونگ یوپ  |                           | [ ۴ ]         |
| ۲۰۲۰  | یکبار دیگر              | یون جه سوک     |                           | [ ۵ ]         |
| ۲۰۲۱  | جوانان ماه مه           | لی سو چان      |                           | [ ۶ ]         |
| ۲۰۲۱  | دهکده ساحلی چاچاچا      | جی سونگ هیون   |                           | [ ۷ ] [ ۸ ]   |
| ۲۰۲۱  | سلول‌های یومی            | جی یی گی       | حضور افتخاری (قسمت ۱، ۷)  | [ ۹ ] [ ۱۰ ]  |
| ۲۰۲۲  | پونگ روانپزشک چوسان     | کیم یون گیوم   | حضور افتخاری (قسمت ۲)     | [ ۱۱ ]        |
| ۲۰۲۳  | دوره فشرده عاشقانه      | یوتیوبر        | حضور افتخاری (قسمت ۹)     | [ ۱۲ ] [ ۱۳ ] |
| ۲۰۲۳  | پلبس رود هان            | کو کی سوک      |                           | [ ۱۴ ] [ ۱۵ ] |
| ۲۰۲۳  | شیطان من                | جو سوک هون     |                           | [ ۱۶ ]        |
| ۲۰۲۳– | سگ‌های شکاری             | هونگ وو جین    |                           | [ ۱۷ ]        |
| ۲۰۲۴  | بدون سود بدون عشق       | بوک گیو هون    |                           | [ ۱۸ ]        |
| ۲۰۲۴  | چاشنی عشق ما            | کانگ ها جون    | اسپین‌آف بدون سود بدون عشق | [ ۱۹ ]        |
| ۲۰۲۴  | پسر خوب                 | کیم جونگ هیون  |                           | [ ۲۰ ]        |